# Ksawerów (Warszawa)

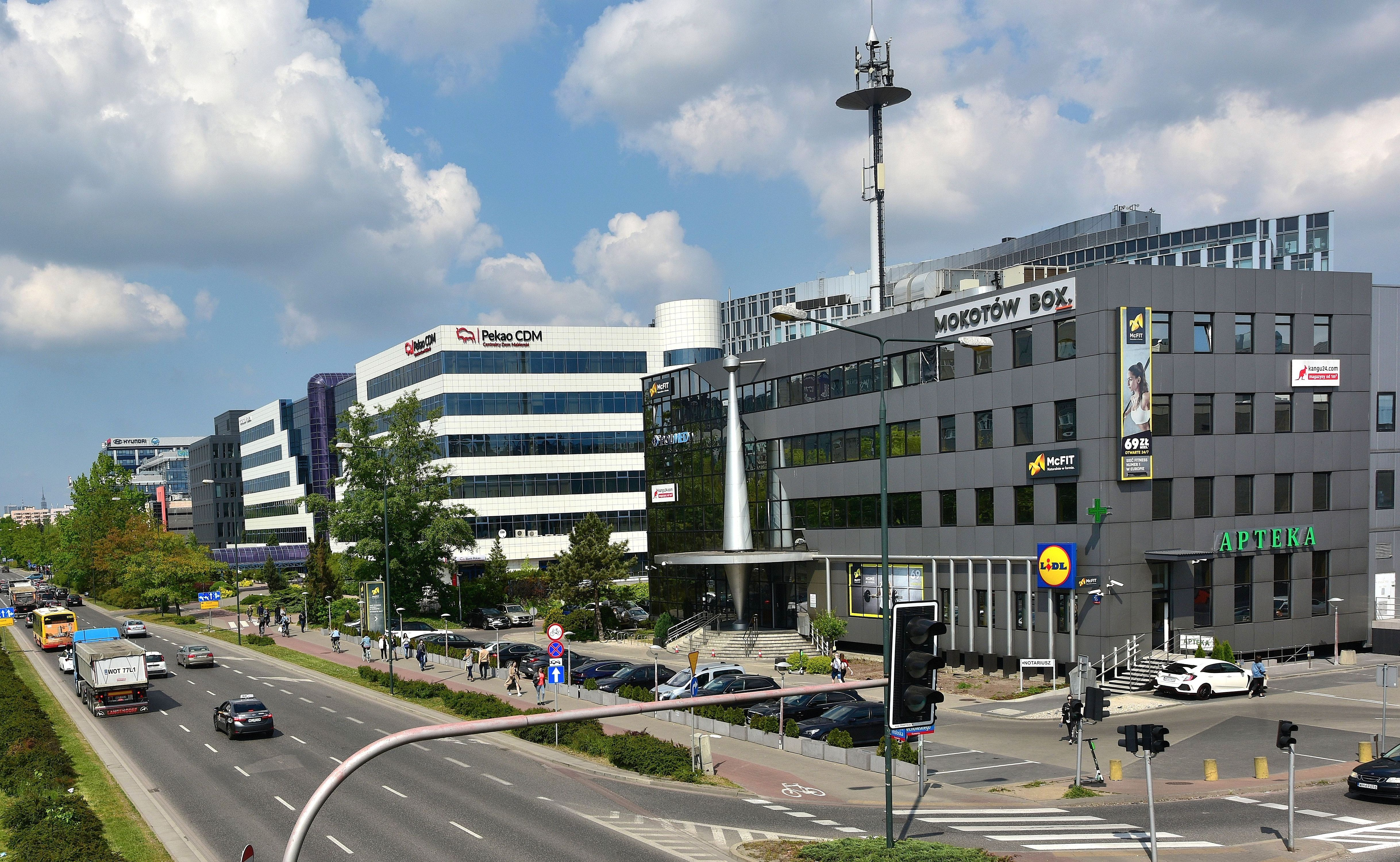
Powiązana ze Służewcem zachodnia część Ksawerowa. Ulica Wołoska

Ksawerów – dawna wieś, obecnie obszar MSI w dzielnicy Mokotów w Warszawie.

## Historia i położenie

Położenie Ksawerowa tle Mokotowa według MSI

Nazwa Ksawerów pochodzi od hrabiego Ksawerego Pusłowskiego, który nabył w 1849 pobliską Królikarnię.
Powstała też ulica Ksawerów na terenie folwarku Wierzbno, przy której stanął w 1840 roku klasycystyczny dwór Ksawerego Pusłowskiego (ul. Ksawerów 13) wg projektu architekta Wojciecha Bobińskiego. Dwór zburzony w czasie II wojny światowej, odbudowany i rozbudowany mieści obecnie siedzibę Głównego Konserwatora Zabytków.
Ksawerów na mapach zaczął pojawiać się mniej więcej w latach 30. i obejmował zachodni skraj miasta, a więc część Szop Niemieckich, która została włączona do Warszawy. Szopy Niemieckie występowały jeszcze jako wieś przy granicy miasta, ale tak naprawdę prawie cały ich obszar był już warszawskim Ksawerowem. Niedługo potem nazwa Szopy Niemieckie wywędrowała w rejon ulic Bandoski i Jaworowskiej, gdzie zapewne znajdowała się kolonia tej wsi. Ksawerów zaś przyległ jako nazwa większego obszaru niż same Szopy Niemieckie. Z czasem powstało też Osiedle Ksawerów. Ostatnią ewolucją nazwy jest błędne nazwanie tak rejonu MSI, który obejmuje również część Służewca Przemysłowego.
Ksawerów jest położony w środkowo-zachodniej części dzielnicy Mokotów. Od wschodu graniczy z mokotowskimi osiedlami Sielce i Stegny, od południa ze Służewem, a od północnego zachodu i północy z osiedlami Wyględów i Wierzbno, od zachodu zaś ze Służewcem.
Według Miejskiego Systemu Informacji granice Ksawerowa wyznaczają ulice: Jana Pawła Woronicza, Wołoska, aleja Wilanowska oraz skarpa warszawska. Swymi granicami obejmuje także dawne Szopy Polskie i Niemieckie.

## Ważniejsze obiekty
- Dwór Ksawerów
- Osiedle Ksawerów
- Główna siedziba Telewizji Polskiej
- Królikarnia
- Komenda Główna Policji
- Galeria Mokotów
- Jednostka Ratowniczo-Gaśnicza nr 9 Państwowej Straży Pożarnej
- kościół parafialny parafii Najświętszej Maryi Panny Matki Kościoła
- Muzeum Historii Polskiego Ruchu Ludowego

## Komunikacja miejska
Teren Ksawerowa jest obsługiwany przez linie tramwajowe i autobusowe podlegające Zarządowi Transportu Miejskiego. 
Przez osiedle przebiega również linia linia metra M1; znajdują się tam stacje Wilanowska (całość) i Wierzbno (skrajne południowe wejścia; pozostałe znajdują się na Wierzbnie).